# La Roche-en-Ardenne
La Roche-en-Ardenne (Waals: Li Rotche, Duits en Nederlands: Welchenfels) is een stad aan de oever van de Ourthe in de Belgische provincie Luxemburg. De plaats trekt in de zomer veel toeristen. Er zijn veel mogelijkheden om te sporten: mountainbiken, kanovaren over de Ourthe en parapente. Het ligt in een bosrijke omgeving.

## Kernen

### Deelgemeenten
| # | Naam                | Opp. (km²) | Inwoners (2020) | Inwoners per km² | NIS-code |
| - | ------------------- | ---------- | --------------- | ---------------- | -------- |
| 1 | La Roche-en-Ardenne | 26,80      | 1.532           | 57               | 83031A   |
| 2 | Samrée              | 38,06      | 701             | 18               | 83031B   |
| 3 | Ortho               | 39,51      | 941             | 24               | 83031C   |
| 4 | Hives               | 11,62      | 239             | 21               | 83031D   |
| 5 | Beausaint           | 25,89      | 602             | 23               | 83031E   |
| 6 | Halleux             | 6,65       | 177             | 27               | 83031F   |

### Andere kernen
Borzée, Cielle, Warempage.

## Bezienswaardigheden
Er bevindt zich in La Roche-en-Ardenne en de omgeving veel beschermd erfgoed. In het oorlogsmuseum van La Roche-en-Ardenne (Musée de la Bataille des Ardennes) is te zien dat de stad tijdens de Slag om de Ardennen voor 90% werd platgebombardeerd. Er vielen toen 117 burgerdoden. Ter nagedachtenis aan de Tweede Wereldoorlog staan er twee tanks: een Engelse 17pdr SP Achilles en een M4A1 Sherman.
De Sint-Niklaaskerk is centraal gelegen in deze plaats.
Iedere zomeravond is er een voorstelling waarin het spook Berthe met een bel op het middeleeuwse kasteel verschijnt; een lokale legende.

### Feodaal kasteel van La Roche-en-Ardenne
Het kasteel van La Roche-en-Ardenne ligt boven de stad in de bocht van de Ourthe, het werd gebouwd tussen de elfde en veertiende eeuw op een plek die reeds vroeg bewoond was. Dit werd in de twintigste eeuw aangetoond door opgravingen van prehistorische en Romeinse voorwerpen.
Vanaf de twaalfde eeuw speelde het kasteel een belangrijke rol in de verdediging van de stad en de ontwikkeling van de handel en werd het een halte op de handelsroute van Engelse wol naar Lombardije. De vesting werd bewoond tot in 1780. De Franse koning Lodewijk XIV van Frankrijk veroverde het kasteel op 10 augustus 1681. Door keizer Jozef II opgegeven, verviel het kasteel in ruïnes en werden in de negentiende eeuw door de inwoners van La Roche van alle bruikbare spullen ontdaan.

## Economie

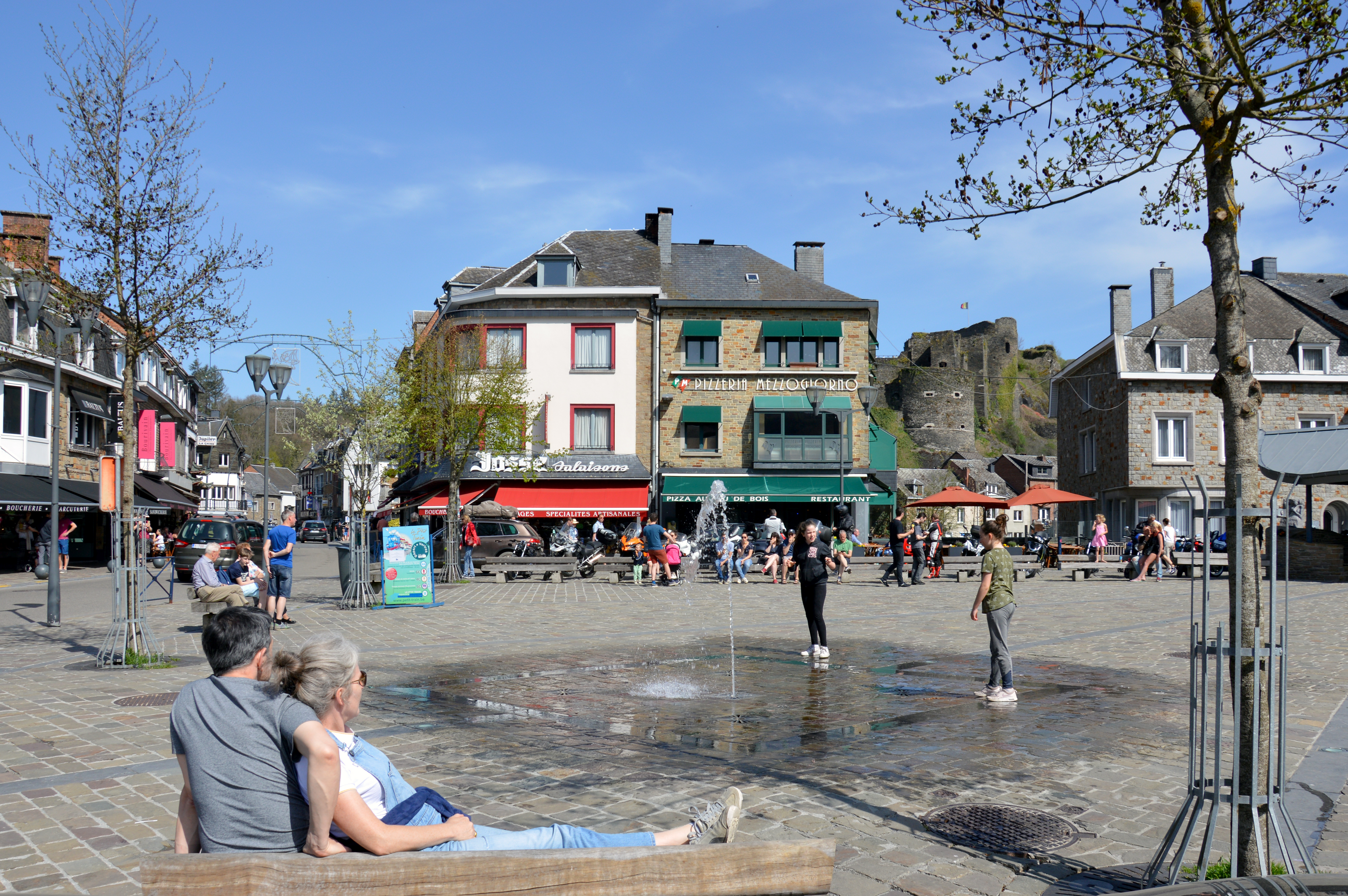
Place du Bronze in het stadscentrum

Landbouw, bosbouw maar vooral het toerisme zijn de economische pijlers van deze stad.
In de landbouwsector is het aantal boerderijen gedaald van 123 in 1999 tot 89 in 2007 (laatste telling). De gemiddelde omvang van de landbouwbedrijven is in die periode gegroeid van 32 hectare tot 74 hectare. In de biologische landbouw is er een grote groei te zien in het aantal hectare dat hiervoor gebruikt wordt; een toename met 100 hectare tot 394 hectare in 2007 (laatste telling) per boerderij.
Uit het bos, dat voor delen uit productiebos bestaat, wordt jaarlijks rond 20.000 m³ hout gekapt en in de houtindustrie verwerkt. De omliggende bossen trekken ook veel wandel- en mountainbikeliefhebbers aan.
Ook de non-profitsector schept banen in La Roche en Ardenne. Met name in de diverse onderwijsinstellingen zoals het 'Athénée Royal La Roche', verschillende sociaaleconomische instellingen, een verpleegtehuis, een bejaardentehuis en het postkantoor zijn een groot aantal mensen werkzaam.

## Galerij

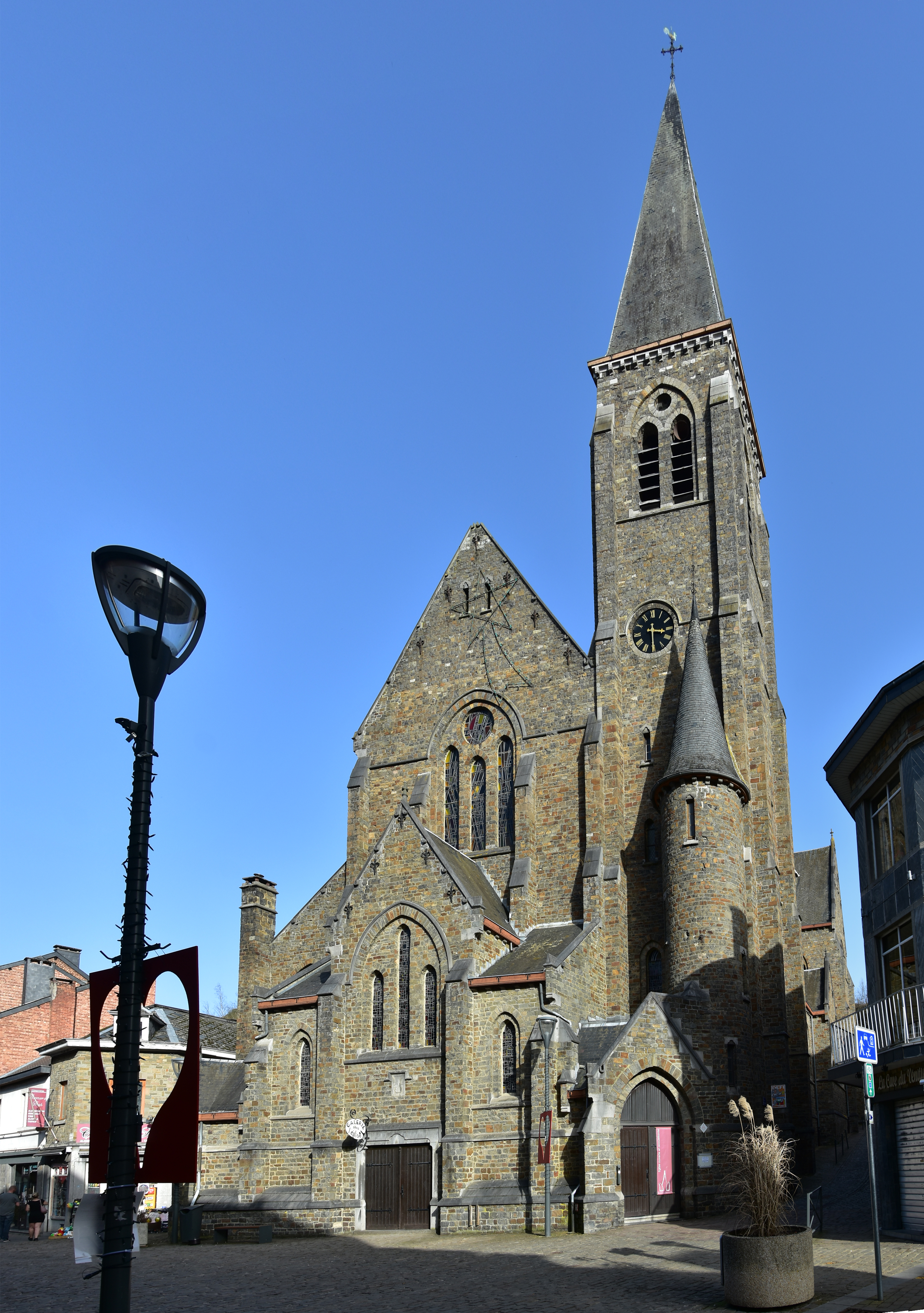
De Sint-Niklaaskerk
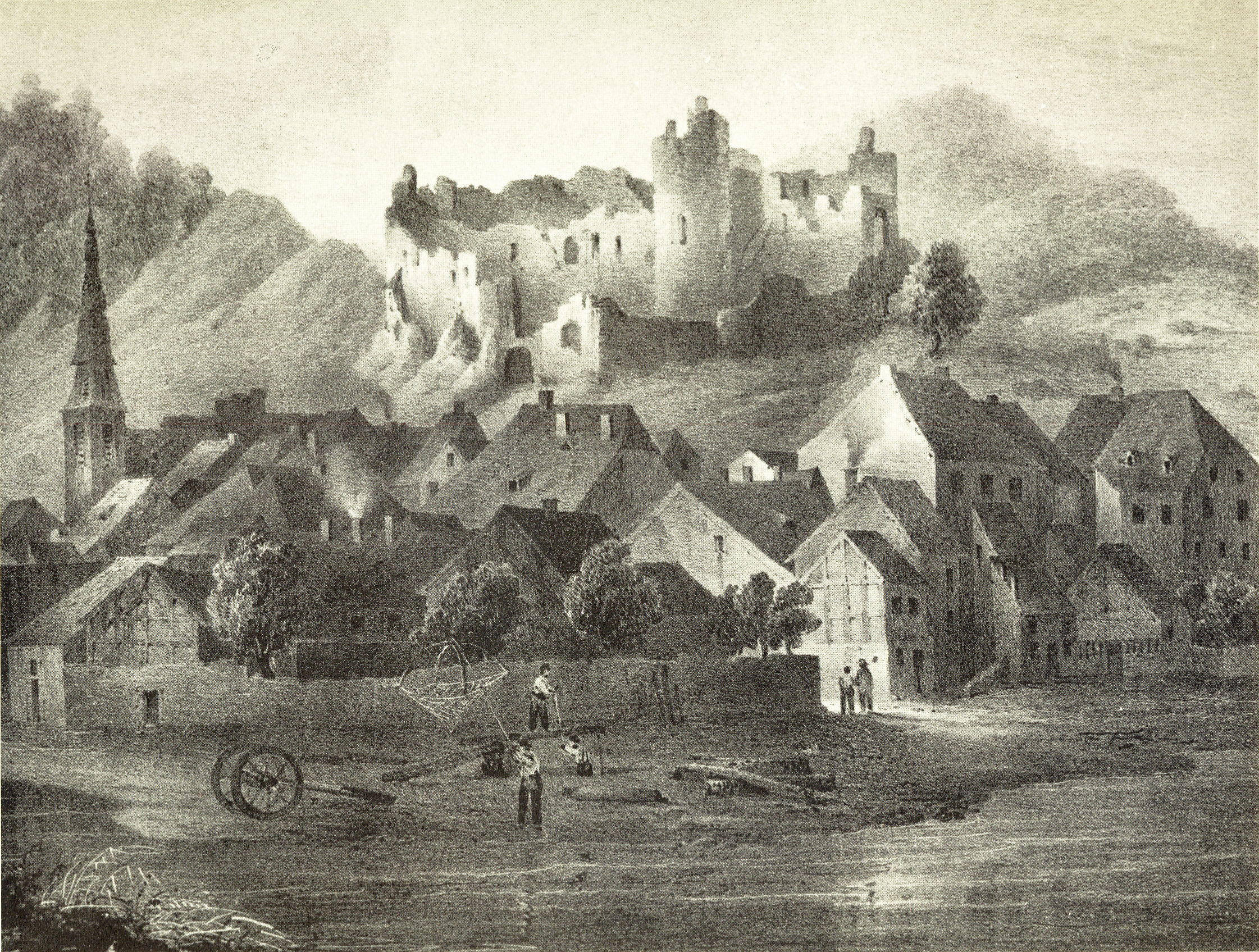
Rond 1834
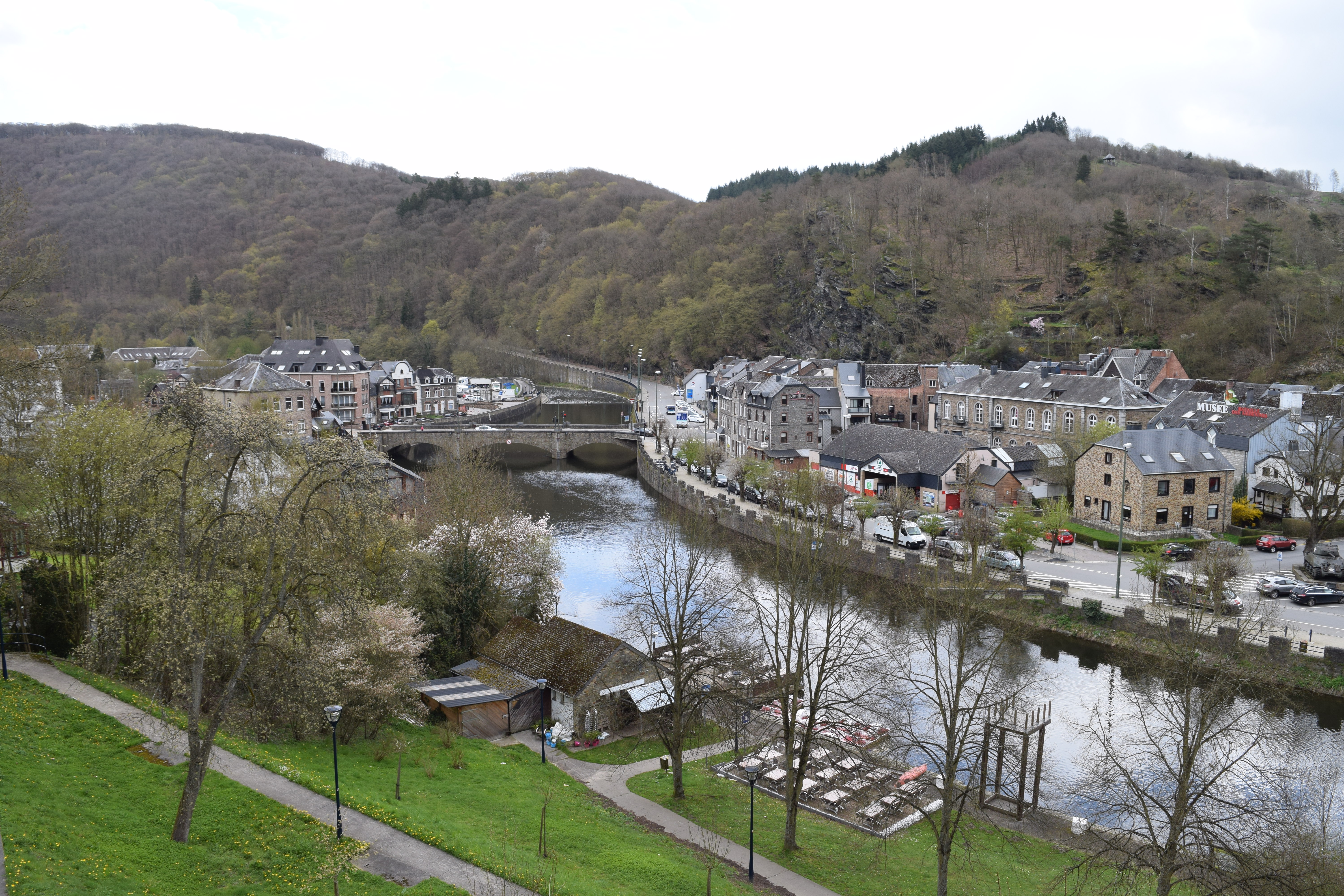
De Ourthe
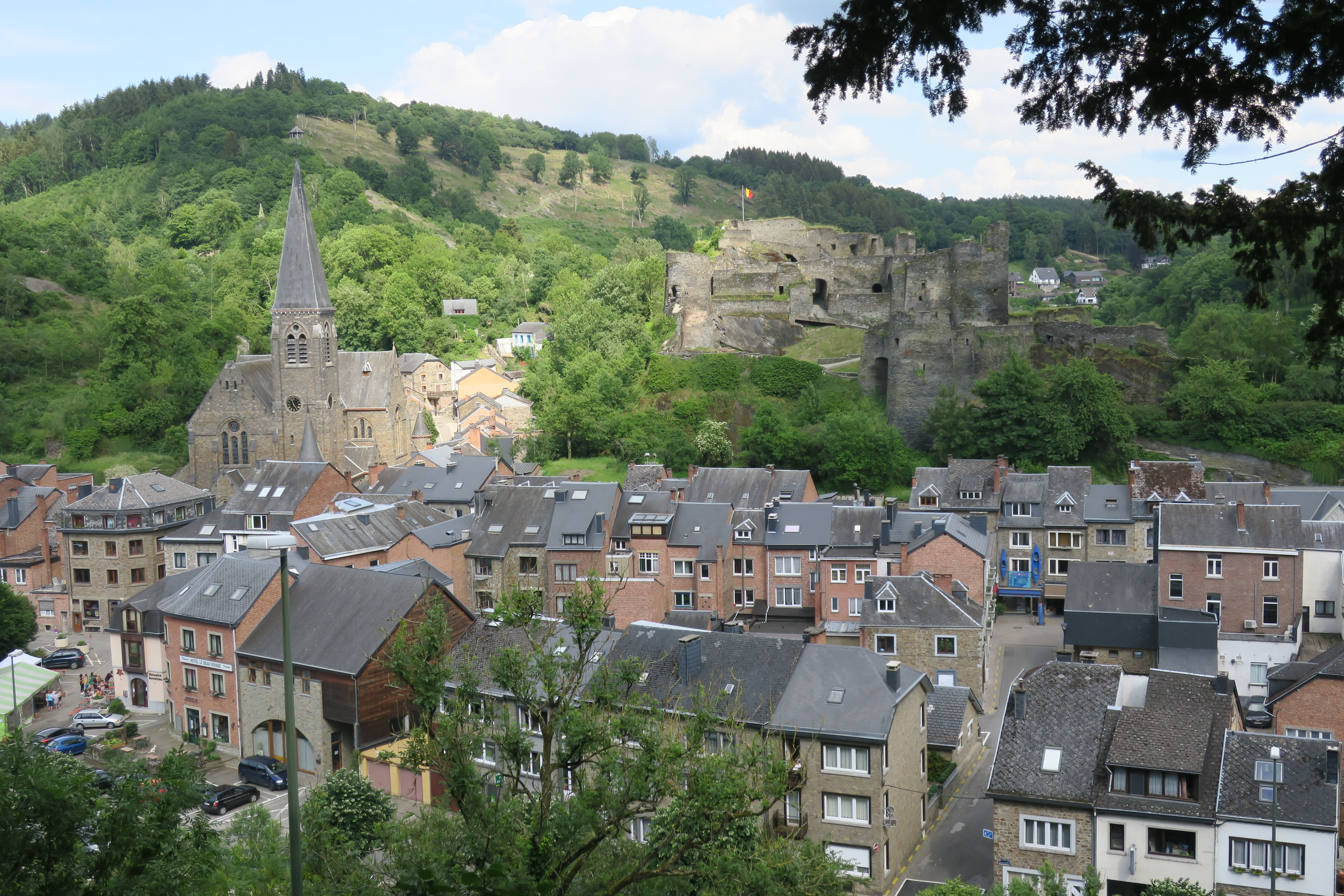
Het centrum
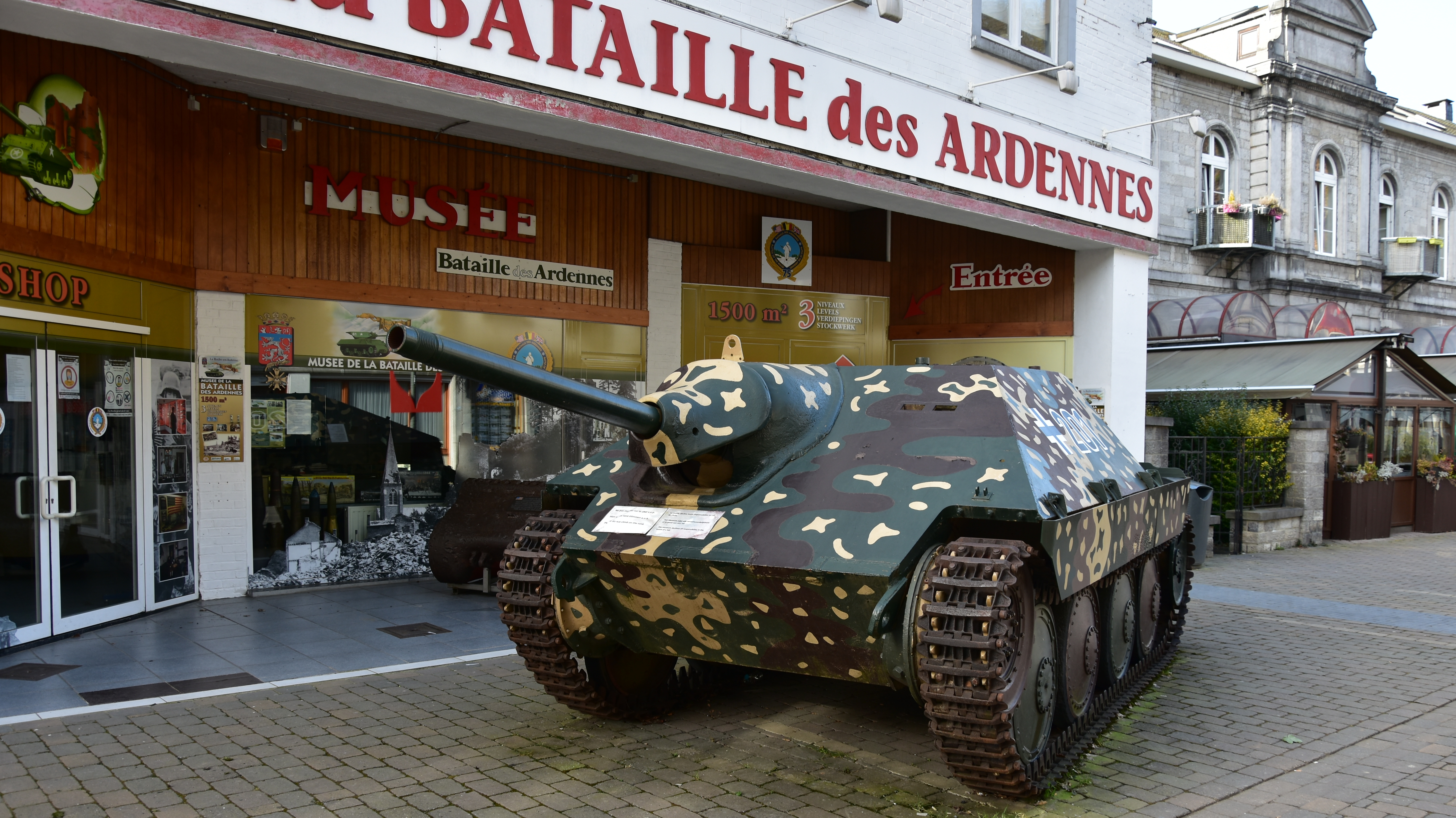
Het museum

## Folklore
- februari - maart: cochonnailles, traditioneel middeleeuws feest in het kasteel met veel varkensvleesgerechten
- zondag, 21 dagen voor Pasen: carnavals-optocht
- april: doorkomst wielerklassieker Luik-Bastenaken-Luik via de côte de la Roche-en-Ardenne
- mei: Belgian Mountainbike Challenge (BeMC), internationale UCI mountainbike wedstrijd
- begin juni: marathon
- juli - augustus: geluid- en lichtshow van het spook van het kasteel: Berthe de La Roche
- juli: zeepkistenraces in Hives
- juli: beach week-end (beach pétanque, beach football en beach volley)
- 20 juli: vuurwerk
- 1e weekend augustus: middeleeuws weekend
- eind augustus: wielerwedstrijd vélomédiane Criquielion
- half september: festival de la soupe

## Demografische evolutie

### Demografische evolutie voor de fusie
- Bronnen:NIS, Opm:1831 tot en met 1970=volkstellingen

### Demografische evolutie van de fusiegemeente
Alle historische gegevens hebben betrekking op de huidige gemeente, inclusief deelgemeenten, zoals ontstaan na de fusie van 1 januari 1977.
- Bronnen:NIS, Opm:1831 tot en met 1981=volkstellingen; 1990 en later= inwonertal op 1 januari

| Inwoners van jaar tot jaar op 1 januari 1992 tot heden | Inwoners van jaar tot jaar op 1 januari 1992 tot heden | Inwoners van jaar tot jaar op 1 januari 1992 tot heden |
| jaar                                                   | Aantal                                                 | Evolutie: 1992=index 100                               |
| ------------------------------------------------------ | ------------------------------------------------------ | ------------------------------------------------------ |
| 1992                                                   | 3.997                                                  | 100,0                                                  |
| 1993                                                   | 3.984                                                  | 99,7                                                   |
| 1994                                                   | 3.980                                                  | 99,6                                                   |
| 1995                                                   | 3.995                                                  | 99,9                                                   |
| 1996                                                   | 4.056                                                  | 101,5                                                  |
| 1997                                                   | 4.059                                                  | 101,6                                                  |
| 1998                                                   | 4.028                                                  | 100,8                                                  |
| 1999                                                   | 4.031                                                  | 100,9                                                  |
| 2000                                                   | 4.107                                                  | 102,8                                                  |
| 2001                                                   | 4.123                                                  | 103,2                                                  |
| 2002                                                   | 4.117                                                  | 103,0                                                  |
| 2003                                                   | 4.145                                                  | 103,7                                                  |
| 2004                                                   | 4.230                                                  | 105,8                                                  |
| 2005                                                   | 4.201                                                  | 105,1                                                  |
| 2006                                                   | 4.267                                                  | 106,8                                                  |
| 2007                                                   | 4.348                                                  | 108,8                                                  |
| 2008                                                   | 4.349                                                  | 108,8                                                  |
| 2009                                                   | 4.357                                                  | 109,0                                                  |
| 2010                                                   | 4.306                                                  | 107,7                                                  |
| 2011                                                   | 4.304                                                  | 107,7                                                  |
| 2012                                                   | 4.247                                                  | 106,3                                                  |
| 2013                                                   | 4.191                                                  | 104,9                                                  |
| 2014                                                   | 4.201                                                  | 105,1                                                  |
| 2015                                                   | 4.166                                                  | 104,2                                                  |
| 2016                                                   | 4.189                                                  | 104,8                                                  |
| 2017                                                   | 4.162                                                  | 104,1                                                  |
| 2018                                                   | 4.194                                                  | 104,9                                                  |
| 2019                                                   | 4.253                                                  | 106,4                                                  |
| 2020                                                   | 4.192                                                  | 104,9                                                  |
| 2021                                                   | 4.213                                                  | 105,4                                                  |
| 2022                                                   | 4.210                                                  | 105,3                                                  |
| 2023                                                   | 4.161                                                  | 104,1                                                  |
| 2024                                                   | 4.100                                                  | 102,6                                                  |
| 2025                                                   | 4.067                                                  | 101,8                                                  |

## Politiek

### Resultaten gemeenteraadsverkiezingen sinds 1976
| Partij                                                                                         | 10-10-1976 | 10-10-1976 | 10-10-1982 | 10-10-1982 | 9-10-1988 | 9-10-1988 | 9-10-1994 | 9-10-1994 | 8-10-2000 | 8-10-2000 | 8-10-2006 | 8-10-2006 | 14-10-2012 | 14-10-2012 | 14-10-2018 | 14-10-2018 | 13-10-2024 | 13-10-2024 |
| Stemmen / Zetels                                                                               | %          | 15         | %          | 15         | %         | 15        | %         | 13        | %         | 15        | %         | 15        | %          | 15         | %          | 15         | %          | 15         |
| ---------------------------------------------------------------------------------------------- | ---------- | ---------- | ---------- | ---------- | --------- | --------- | --------- | --------- | --------- | --------- | --------- | --------- | ---------- | ---------- | ---------- | ---------- | ---------- | ---------- |
| IC1 / PS2 / ALTER3                                                                             | 16,811     | 2          | 12,382     | 1          | 8,563     | 0         | -         |           | -         |           | -         |           | -          |            | -          |            | -          |            |
| BASTIN1 / UGP2 / V.E.3 / DEMAIN4 / UNION5 / Ensemble6 / Cap@ction7 / Vision@Venir8 / En Avant9 | 50,331     | 8          | 43,882     | 7          | 33,693    | 6         | 40,174    | 5         | 36,05     | 5         | 38,556    | 6         | 44,177     | 6          | 40,898     | 6          | 64,169     | 10         |
| UDI1 / GPPA2 / SERVIR3 / HDM4 / AVENIR5 / Avec Vous6 / Pour Vous7 / Ensemble8                  | 32,861     | 5          | 42,32      | 7          | 46,763    | 8         | 59,834    | 8         | 64,05     | 10        | 47,686    | 8         | 55,836     | 9          | 59,117     | 9          | 34,458     | 5          |
| AGIR                                                                                           | -          |            | -          |            | 9,39      | 1         | -         |           | -         |           | -         |           | -          |            | -          |            | -          |            |
| Renouveau                                                                                      | -          |            | -          |            | -         |           | -         |           | -         |           | 13,78     | 1         | -          |            | -          |            | -          |            |
| Anderen(*)                                                                                     | -          |            | 1,44       | 0          | 1,59      | 0         | -         |           | -         |           | -         |           | -          |            | -          |            | -          |            |
| Totaal stemmen                                                                                 | 2917       | 2917       | 2968       | 2968       | 3069      | 3069      | 2971      | 2971      | 2998      | 2998      | 3236      | 3236      | 3083       | 3083       | 3162       | 3162       | 3017       | 3017       |
| Opkomst %                                                                                      |            |            |            |            | 97,37     | 97,37     | 95,38     | 95,38     | 95,24     | 95,24     | 98,03     | 98,03     | 95,10      | 95,10      | 93,94      | 93,94      | 92,23      | 92,23      |
| Blanco en ongeldig %                                                                           | 1,3        | 1,3        | 2,02       | 2,02       | 1,82      | 1,82      | 3,13      | 3,13      | 4,1       | 4,1       | 3,55      | 3,55      | 4,61       | 4,61       | 5,25       | 5,25       | 4,28       | 4,28       |

 (*)1982: NOLLO / 1988: O.L.D.